# John Pyke Hullah
John Pyke Hullah, né le 27 juin 1812 - mort le 21 février 1884, est un compositeur et professeur de musique britannique né à Worcester.

## Biographie
Il est élève de William Horsley à partir de 1829 et intègre la Royal Academy of Music en 1833. Il est l'auteur de trois opéras sur des textes de Dickens, The Village Coquettes, produit en 1836, The Barbers of Bassora en 1837 et The Outpost en 1838, les deux derniers au Royal Opera House à Covent Garden. À partir de 1839, lorsqu'il se rend à Paris pour étudier différents systèmes d'enseignement de la musique aux masses populaires, il fait sien le système de Wilhelm du do fixe et son adaptation de ce système est enseignée avec un énorme succès entre 1840 et 1860. Edmund Hart Turpin est son élève le plus connu.
En 1847, un grand bâtiment à Long Acre (en), appelé St Martin's Hall (en), est érigé par souscription et présenté à Hullah. Inauguré en 1850, il est entièrement détruit par un incendie en 1860, un coup dont Hullah met longtemps à récupérer. Il donne une série de conférences à la Royal Institution en 1861 et en 1864, enseigne à Edimbourg mais l'année suivante échoue dans sa demande d'obtenir la chaire Reid de musique.
Il dirige des concerts à Édimbourg en 1866 et 1867 et à la Royal Academy of Music de 1870 à 1873. Il est nommé au comité de gestion en 1869 et inspecteur des écoles de formation musicale du Royaume-Uni par le « Council of Education » en 1872. En 1878 il se rend à l'étranger pour observer l'état de l'éducation musicale dans les écoles et en rapporte un rapport très précieux cité dans le mémoire que lui consacre sa veuve en 1886. Il est victime d'une attaque de paralysie en 1880 et de nouveau en 1883.
J. P. Hullah est fellow honoraire du King's College à Londres et professeur de musique vocale au Queen's College et au Bedford College à Londres. Il succède au Dr. Horsley comme organiste de Charterhouse (à son emplacement original à Londres en 1858 et occupe le poste jusqu'à sa mort. Il reçoit un doctorat en droit honoraire de l'université d'Édimbourg en 1876.
Ses compositions, qui restent populaires quelques années encore après sa mort en 1884, sont principalement constituées de ballades, (comme son adaptation musicale du poème Three Fishers (en)) de Charles Kingsley mais son importance dans l'histoire de la musique est due à son engagement dans la popularisation de l'éducation musicale et à sa constante opposition au système Tonic sol-fa qui a connu un succès qu'il ne pouvait pas prévoir. Ses objections audit système étaient en partie fondées sur le caractère de la musique qui était d'usage courant parmi les premiers maîtres du système.
En 1886, sa veuve Frances Rosser Hullah publie une biographie de son défunt mari.

## Écrits
- J. Hullah, Wilhem's Method of Teaching Singing, adapted to English Use sous la supervision du Committee of Council on Education (J.W. Parker, London 1841). Revised and Reconstructed Edition (Longmans & Co., London 1849). (D'après Guillaume Louis Bocquillon Wilhem (1781-1842).) (Further Editions, and in America as J. Hullah and J.B. Sharland, The Grammar School Chorus: containing Wilhem's Method of Teaching Vocal Music (Oliver Ditson & Co./C.H. Ditson & Co., Boston and New York 1860).)
- J. Hullah, The Psalter: or Psalms of David in Metre from the Authorized Version of Brady and Tate with appropriate tunes, set in four parts (J.W. Parker, London 1843).
- J. Hullah, An Introductory lecture, delivered at King's College, London, on Friday, February 2, 1844 (J.W. Parker, London 1844).
- J. Hullah, The Duty and Advantage of Learning to Sing. A Lecture delivered at the Leeds Church Institution, February 1846. (J.W. Parker, London 1846).
- J. Hullah, Chants, Chiefly by Masters of the Seventeenth and Eighteenth Centuries; with the Gregorian Tones harmonized by Thomas Morley (J.W. Parker, London 1847). 4th Edition (Longmans, London 1859).
- J. Hullah, Musical Institute of London: Inaugural Address, Saturday, February 14, 1852 (J.W. Parker, London 1852).
- J. Hullah, A Grammar of Musical Harmony: The Substance of Lectures Delivered in St. Martin's Hall and the Training Institutions of the National Society (J.W. Parker & Son, London 1852).
- J. Hullah, Music in the Parish Church: A Lecture delivered at Newcastle-upon-Tyne, at a Meeting of the Durham and Northumberland Association for the Promotion of Church Music, November 27, 1855 (Longmans, London 1855).
- J. Hullah, A Short Treatise on the Stave (Longmans, London, bef. 1856).
- J. Hullah, The History of Modern Music; A Course of Lectures delivered at the Royal Institution of Great Britain (Parker, Son, & Bourn, London 1862). New & Enlarged Edition (Longmans, Green, Reader & Dyer, London 1875). (Further editions).
- J. Hullah, A Grammar of Counterpoint, Part I (super-royal octavo) (Longman, Green, Longman, Roberts & Green, London 1864).
- J. Hullah, A Course of Lectures on the Third or Transition Period of Musical History; Delivered at the Royal Institution of Great Britain (Longman, Green, Longman, Roberts & Green, London 1865). Second Edition (Longmans, Green & Co., London 1876) (Archive). (Further Editions).
- J. Hullah (ed.), The Song Book: Words and Tunes from the Best Poets and Musicians (Macmillan, London 1868).
- J. Hullah, A Hymnal, chiefly from the Book of Praise by Roundell Palmer (Macmillan, London 1868).
- J. Hullah (ed.), 58 English Songs by Composers chiefly of the Seventeenth and Eighteenth Centuries (Augener & Co., London; G. Schirmer, New York, c. 1871).
- J. Hullah, The Rudiments of Musical Harmony. New Edition, Revised and Reconstructed in 1872, in 2 Parts (Longmans, London).
- J. Hullah, Time and Tune in the Elementary School: A New Method of Teaching Vocal Music (Longmans, Green, Reader & Dyer, London 1875).
- J. Hullah, The Rudiments of Musical Grammar (Longmans, Green, Reader & Dyer, London 1876).
- J. Hullah, Music in the House (Macmillan & Co., London 1877).
- J. Hullah, The Cultivation of the Speaking Voice (Clarendon Press, Oxford 1884).